# نائب رئيس سورينام
نائب رئيس سورينام (بالهولندية: Vicepresident van de Republiek Suriname) هو ثاني أعلى منصب سياسي في سورينام بعد الرئيس. يُنتخب الرئيس ونائب الرئيس من قبل الجمعية الوطنية لمدة خمس سنوات.
أنشئ منصب نائب الرئيس عام 1987، عندما ألغي منصب رئيس وزراء سورينام. يتولى نائب الرئيس مسؤولية الإدارة اليومية لمجلس الوزراء وهو مسؤول أمام الرئيس. روني برانسويجك هو نائب الرئيس الحالي لسورينام اعتبارًا من 16 يوليو 2020. انتخب برانسويجك في 13 يوليو 2020 نائبًا للرئيس بالتزكية في انتخابات بدون منازع.

## قائمة نواب الرئيس
| No. | الصورة | الاسم (الميلاد–الوفاة)             | فترة الحكم     | فترة الحكم     | فترة الحكم        | الحزب                              | الرئيس          |
| No. | الصورة | الاسم (الميلاد–الوفاة)             | استلم المنصب   | ترك المنصب     | المدة             | الحزب                              | الرئيس          |
| --- | ------ | ---------------------------------- | -------------- | -------------- | ----------------- | ---------------------------------- | --------------- |
| 1   |        | هانك آرون (1936–2000)              | 26 يناير 1988  | 24 ديسمبر 1990 | 2 سنوات و332 أيام | الحزب الوطني السورينامي            | رامسيواك شنكار  |
| 2   |        | خوليس ويدنبوش (مواليد 1942)        | 7 يناير 1991   | 16 سبتمبر 1991 | 252 أيام          | الحزب الوطني الديمقراطي            | يوهان كراغ      |
| 3   |        | جولز أجوديا (مواليد 1945)          | 16 سبتمبر 1991 | 15 سبتمبر 1996 | 4 سنوات و365 أيام | حزب الإصلاح التقدمي                | رونالد فينيتيان |
| 4   |        | بريتابناخان رادهاكيشون (1934–2001) | 15 سبتمبر 1996 | 12 أغسطس 2000  | 3 سنوات و332 أيام | الحزب الأساسي للتجديد والديمقراطية | خوليس ويدنبوش   |
| (3) |        | جولز أجوديا (مواليد 1945)          | 12 أغسطس 2000  | 12 أغسطس 2005  | 5 سنوات           | حزب الإصلاح التقدمي                | رونالد فينيتيان |
| 5   |        | رام ساردجو (مواليد 1935)           | 12 أغسطس 2005  | 12 أغسطس 2010  | 5 سنوات           | حزب الإصلاح التقدمي                | رونالد فينيتيان |
| 6   |        | روبرت أميرالي (مواليد 1961)        | 12 أغسطس 2010  | 12 أغسطس 2015  | 5 سنوات           | حزب التحرير والتنمية العام         | ديزي بوترس      |
| 7   |        | أشوين أدين (مواليد 1980)           | 12 أغسطس 2015  | 16 يوليو 2020  | 4 سنوات و339 أيام | الحزب الوطني الديمقراطي            | ديزي بوترس      |
| 8   |        | روني برانسويجك (مواليد 1961)       | 16 يوليو 2020  | في المنصب      | 4 سنوات و250 أيام | حزب التحرير والتنمية العام         | تشان سانتوخي    |